# Christiane Sophie Ludwig

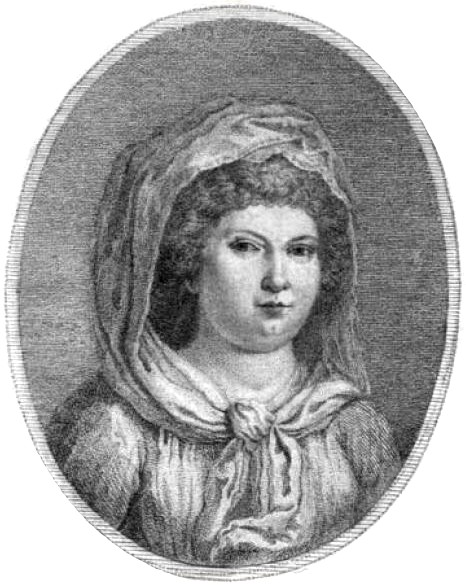
Christiane Sophie Ludwig, 1794

Christiane Sophie Ludwig (geb. Christiane Sophie Fritsche; * 1764 in Ragwitz bei Schkeuditz; † 28. Februar 1815 in Schkeuditz) war eine deutsche Schriftstellerin.

## Leben
Christiane Sophie Ludwig entstammte einem armen Elternhaus. Ihre Eltern konnten ihr nur den Besuch einer Dorfschule ermöglichen, in der die Kinder verschiedener Dörfer von einem einzigen Lehrer im Lesen, Schreiben und in Religion unterrichtet wurden. Christiane Sophie Ludwig verließ die Schule im Alter von 14 Jahren und besaß nur geringe Kenntnisse im Lesen und Schreiben.
Im Alter von 16 Jahren wurde sie mit einem Förster verheiratet, dem sie in sein nahegelegenes, jedoch einsames Heimatdorf Maßlau folgte. Die ersten Ehejahre waren für das Mädchen schwer, da sie in vollkommener Abgeschiedenheit lebte, der Mann aufgrund seiner Arbeit selten zu Hause war und die Schwiegereltern sie nicht in ihre Gemeinschaft aufnahmen. Gleichzeitig versuchte Christiane Sophie Ludwig sich weiterzubilden, was durch ihre isolierte Situation nur schwer möglich war. Nach einigen Jahren erhielt sie durch eine Erbschaft ein Lexikon, mit dem sie schrittweise ihre Fertigkeiten im Lesen verbesserte. Gleichzeitig weckte das Buch ihr Interesse an den Schriftstellern und Werken ihrer Zeit. Besonderen Eindruck machte auf sie Fontenelles Schrift Dialogen über die Mehrheit der Welten. Gleichzeitig war Christiane Sophie Ludwig beständig darauf bedacht, ihre Fähigkeiten im Schreiben zu verbessern, die zum Zeitpunkt des Schulabganges in kaum mehr als unorthografischen und unleserlichen Versuchen bestand. Da ihr keine Lehrer oder Freunde zur Verfügung standen, die sie hätten unterrichten können, lernte Christiane Sophie Ludwig die Rechtschreibung u. a. mit Hilfe von Gesangbüchern, aus denen sie Wörter abschrieb und sich einprägte.
Durch die Lektüre von Friedrich Nicolais Zeitschrift Allgemeine deutsche Bibliothek bildete sie sich beständig weiter und begann schließlich, erste Werke zu verfassen. Mit der Zeit schloss sie die Bekanntschaft mit literarischen Größen und Gelehrten ihrer Zeit, so Friedrich Nicolai, Christian Felix Weisse, Johann Gottfried Seume und Johann Friedrich Rochlitz. Als Schriftstellerin war Christiane Sophie Ludwig sehr erfolgreich. Ihre Werke erlebten mehrere Auflagen und wurden, für die Zeit erstaunlich, sogar im Journal des Luxus und der Moden angekündigt. Den Ertrag ihrer Arbeiten benutzte sie zum Teil dafür, armen Familien zu helfen, was ihr die Anerkennung von Vertretern der Berliner Aufklärung einbrachte.
Ihr Mann starb am 2. Februar 1814. Christiane Sophie Ludwig zog im selben Jahr nach Schkeuditz, wo sie 1815 verstarb. Ihr einziger Sohn Christian Wilhelm Ludwig starb kurz nach ihr. Christiane Sophie Ludwig war zudem Mutter mehrerer Töchter.

## Werke
- Unterhaltungen des Christen mit Gott. 1786[1]
- Aufsätze eines Frauenzimmers vom Lande.  Richter, Altenburg 1787. (Digitalisat Theil 1), (Theil 2)
- Gemählde häuslicher Scenen zur Veredelung junger Herzen. Walther, Leipzig  1789. (Digitalisat Theil1)
- Juda oder der erschlagene Redliche. Geschichte einer jüdischen Familie. Edeln Menschenfreunden gewidmet. Beer, Leipzig 1791.
- Die Familie Hohenstam oder die Geschichte edler Menschen. Gräff, Leipzig 1793. (Digitalisat Theil 1), (Theil 2), (Theil 3), (Theil 4)
- Die arme Familie. Zum Besten der armen Familie. 1799. (Digitalisat)
- Erzählungen von guten und für gute Seelen. Gräff, Leipzig 1799. (Digitalisat Theil 1), (Theil 2)
- Aufsätze über höhere Geistesbildung. 1801.[2]
- Moralische Erzählungen. Schumann, Ronneburg 1802.
- Lohn der Tugend. 2 Theile. Gräff, Leipzig 1805.
- Henriette, oder das Weib wie es seyn kann. Gräff, Leipzig 1800. (Digitalisat)
- Seleniden, in moralischen Erzählungen (1809)[3]